# Louis McLane
Louis McLane (Smyrna, 28 de mayo de 1786-Baltimore, 7 de octubre de 1857) fue un abogado y político estadounidense. Veterano de la guerra anglo-estadounidense de 1812, fue miembro del Partido Federalista y más tarde del Partido Demócrata. Se desempeñó como miembro de la Cámara de Representantes y senador por Delaware, como Secretario del Tesoro, como Secretario de Estado y como ministro plenipotenciario ante el Reino Unido. También dirigió los Ferrocarriles de Baltimore y Ohio.

## Biografía

### Primeros años
De joven fue guardiamarina en la Armada desde 1798 hasta 1801, embarcándose en el USS Philadelphia. Posteriormente asistió al Newark College (actual Universidad de Delaware), donde estudió derecho. Ingresó al colegio de abogados en 1807 y comenzó su práctica en Smyrna (Delaware). Participó en la guerra anglo-estadounidense de 1812.

### Carrera política
Ganó la elección a la Cámara de Representantes en 1816, asumiendo su banca el 4 de marzo de 1817. Sirvió durante el decimoquinto y los cuatro Congresos sucesivos, por cinco mandatos. Fue reelegido para el vigésimo Congreso, pero renunció luego de ser elegido senador. Asumió su banca el 4 de marzo de 1827, ocupándola hasta su renuncia el 16 de abril de 1829.
En 1829 el presidente Andrew Jackson lo nombró ministro plenipotenciario ante el Reino Unido. Sirvió en Londres hasta 1831, cuando regresó a Washington D. C., para unirse al gabinete de Jackson como Secretario del Tesoro de 1831 a 1833 y como Secretario de Estado de 1833 a 1834.
Mientras se desempeñaba como ministro en Londres, en 1831 dirigió las negociaciones sobre un importante acuerdo que permitió el comercio entre los Estados Unidos y las Indias Occidentales Británicas, resolviendo una disputa que se remontaba al Tratado de Jay, que fue ratificado en 1795. Como Secretario de Estado, su logro central fue una reorganización del personal del Departamento de Estado en distintas oficinas. Su principal éxito en la política exterior fue un acuerdo con el gobierno español que resolvió las reclamaciones de los Estados Unidos por bienes incautados por España durante las guerras napoleónicas.
Finalmente, sus esfuerzos por resolver la larga disputa con Francia sobre los daños causados al comercio exterior de los Estados Unidos durante las guerras napoleónicas llevaron al final de su período como Secretario de Estado. Se firmó un tratado en 1831, pero el gobierno francés se negó a emitir los pagos estipulados en él. Así, McLane apoyó una política de represalia contra las exportaciones francesas. Cuando el presidente Jackson decidió no tomar represalias, optó por renunciar.
Se mudó a Baltimore (Maryland) donde fue presidente del ferrocarril de Baltimore y Ohio entre 1837 y 1847. Entre 1845 y 1847 volvió al Reino Unido como ministro plenipotenciario bajo la presidencia de James K. Polk, intentando negociar los límites del Territorio de Oregón. En 1850 fue delegado a la convención constitucional de Maryland.

### Fallecimiento y legado
Falleció en Baltimore el 8 de octubre de 1857, siendo sepultado en el cementerio Greenmount.
En Wilmington (Delaware), fue propietario de la Casa Zachariah Ferris, incluida en el Registro Nacional de Lugares Históricos en 1970. Su propia casa, fue incluida en el registro en 1973.